# Wildwood Flower
Wildwood Flower ist ein amerikanischer Country-Song, dessen Musik von Joseph Philbrick Webster und Text von Maud Irving stammt. Er entstand 1860 als Folksong und hieß ursprünglich I'll Twine 'Mid the Ringlets. Das Lied handelt von einer Person, die ohne Vorwarnung von ihrem Geliebten verlassen wird. Ob das Lyrische Ich männlich oder weiblich ist, variiert je nach Künstler.
Bekannt wurde das Stück in den späten 1920er Jahren durch die Carter Family, wobei A. P. Carter den Text leicht umschrieb; so taucht die erste Zeile I'll twine 'mid the ringlets of my raven black hair bei ihm nicht mehr auf und wurde zu Oh, I'll twine with my mingles and waving black hair. Spätere Coverversionen orientierten sich meistens an der Carter-Family-Fassung.
Weitere Aufnahmen stammen von Joan Baez, Johnny Cash und Roger McGuinn. Hank Thompson und Merle Travis nahmen 1955 gemeinsam eine Instrumentalversion des Stücks auf, die die Top fünf der Charts erreichte. Für das 2005 erschienene Biopic über Johnny Cash Walk the Line nahm Reese Witherspoon (die im Film June Carter spielt) das Stück ebenfalls auf. Eine letzte Version von June Carter selbst erschien auf dem 2003 posthum veröffentlichten Album Wildwood Flower, das kurz vor ihrem Tod aufgenommen worden war.